# Ligne 4 du métro léger de Tunis
 (mai 2021).
Si vous disposez d'ouvrages ou d'articles de référence ou si vous connaissez des sites web de qualité traitant du thème abordé ici, merci de compléter l'article en donnant les références utiles à sa vérifiabilité et en les liant à la section « Notes et références ».
La ligne 4 du métro léger de Tunis est une ligne du métro léger de Tunis mise en service en 1990 et qui relie la place de Barcelone à la station Kheireddine.
Comme toutes les lignes, la ligne 4 est gérée par la Société des transports de Tunis, aussi connue sous le nom commercial de Transtu, entreprise publique de transport née en 2003 de la fusion entre la Société du métro léger de Tunis (SMLT fondée en 1981) et la Société nationale de transports (SNT fondée en 1963).

## Historique
La ligne est créée en 1990 puis prolongée en 1997 vers Den Den. Le 2 octobre 2007 débutent les travaux d'extension de la ligne sur 5,2 kilomètres en direction de l'université de La Manouba ; c'est le 10 décembre 2009 que la ligne est finalement inaugurée, avec un retard d'un mois et demi par rapport aux délais prévus.
Le 16 mai 2019, une rame du métro est bloquée pendant plus de trois heures (10 h 30 à 13 h 30) dans le tunnel du Bardo.

## Caractéristiques

### Ligne
La ligne 4 est la ligne la plus longue avec vingt stations sur une longueur de dix kilomètres.
| Logo | Parcours                         | Mise en service | Dernier prolongement | Longueur en km | Nombre de stations | Matériel |
| ---- | -------------------------------- | --------------- | -------------------- | -------------- | ------------------ | -------- |
|      | Place de Barcelone ↔ Kheireddine | 1990            | 2009                 | 10             | 20                 | Siemens  |

### Stations
| Ligne |   | Stations               | Coordonnées géographiques    | Délégation             | P+R | Correspondances |
| ----- | - | ---------------------- | ---------------------------- | ---------------------- | --- | --------------- |
|       | ■ | Place de Barcelone     | 36° 47′ 46″ N, 10° 10′ 50″ E | Bab El Bhar            |     | + GT            |
|       | • | Habib-Thameur          | Arrêt non desservi (2019)    | Bab El Bhar            |     |                 |
|       | ■ | Place de la République | 36° 48′ 23″ N, 10° 10′ 51″ E | Bab El Bhar            |     |                 |
|       | • | Bab El Khadra          | 36° 48′ 37″ N, 10° 10′ 21″ E | Bab Souika             |     |                 |
|       | • | Bab Laassal            | 36° 48′ 48″ N, 10° 10′ 05″ E | Bab Souika / El Omrane |     |                 |
|       | • | Bab Saadoun            | 36° 48′ 35″ N, 10° 09′ 43″ E | Bab Souika / El Omrane |     |                 |
|       | • | Bouchoucha             | 36° 48′ 33″ N, 10° 08′ 56″ E | Bab Souika / Le Bardo  |     |                 |
|       | • | 20-Mars                | 36° 48′ 30″ N, 10° 08′ 34″ E | Le Bardo               |     |                 |
|       | • | Bardo                  | 36° 48′ 26″ N, 10° 08′ 07″ E | Le Bardo               |     |                 |
|       | • | Essaidia               | 36° 48′ 19″ N, 10° 07′ 36″ E | Le Bardo               |     |                 |
|       | • | Khaznadar              | 36° 48′ 15″ N, 10° 07′ 18″ E | Le Bardo               |     |                 |
|       | • | L'Artisanat            | 36° 48′ 10″ N, 10° 06′ 58″ E | La Manouba             |     |                 |
|       | • | Den Den                | 36° 48′ 08″ N, 10° 06′ 39″ E | La Manouba             |     |                 |
|       | • | Manouba                | 36° 48′ 08″ N, 10° 06′ 09″ E | La Manouba             |     |                 |
|       | • | Slimane-Kahia          | 36° 48′ 12″ N, 10° 05′ 57″ E | La Manouba             |     | Parc relais     |
|       | • | Moncef-Bey             | 36° 48′ 19″ N, 10° 05′ 26″ E | La Manouba             |     |                 |
|       | • | Aboubaker El Razi      | 36° 48′ 27″ N, 10° 04′ 57″ E | La Manouba             |     |                 |
|       | • | Le Pôle technologique  | 36° 48′ 33″ N, 10° 04′ 32″ E | La Manouba             |     |                 |
|       | • | Ksar El Warda          | 36° 48′ 37″ N, 10° 04′ 05″ E | La Manouba             |     |                 |
|       | • | Le Campus              | 36° 48′ 47″ N, 10° 03′ 43″ E | La Manouba             |     |                 |
|       | ■ | Kheireddine            | 36° 48′ 55″ N, 10° 03′ 24″ E | La Manouba             |     | Parc relais     |

Stations de la ligne
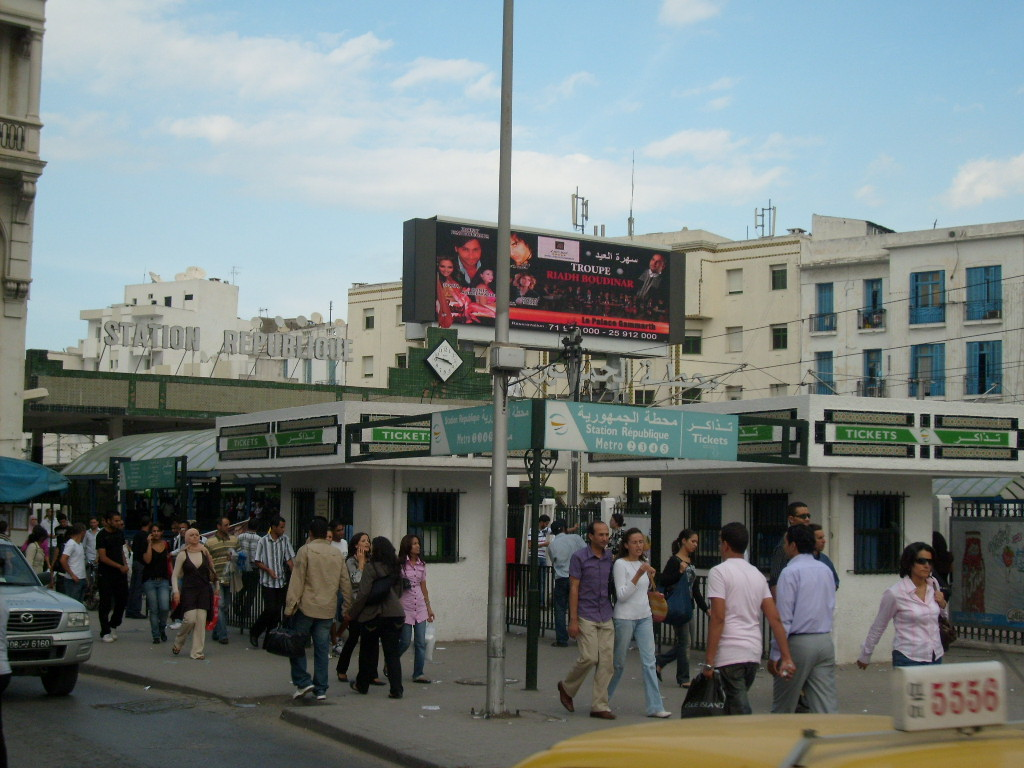
Station de la place de la République.
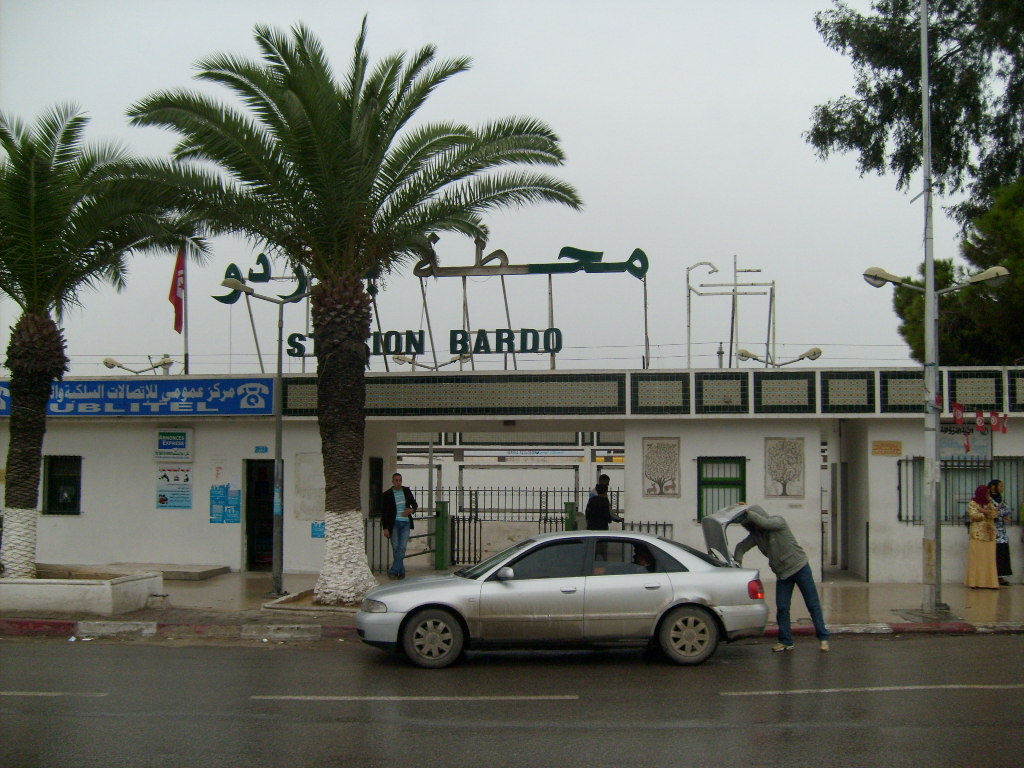
Station du Bardo.